# Henry Trollope
Pour les articles homonymes, voir Trollope.
Henry Trollope (20 avril 1756 - 2 novembre 1839) était un amiral de la Royal Navy.

## Début de carrière
Il entra dans la Royal Navy à l'âge de 14 ans. Durant la Guerre d'indépendance des États-Unis, il sert à bord du HMS Captain et du HMS Asia. Il a combattu à la Bataille de Lexington et Concord, à la Bataille de Bunker Hill et a participé au Siège de Boston (1775–1776). Il a servi avec John Murray (4e comte de Dunmore) durant les dernières campagnes en Virginie et à Rhode Island.
En 1777, il a été nommé troisième lieutenant sur le Bristol et a participé aux attaques du Fort Montgomery (fleuve Hudson), du Fort Clinton, de  Philadelphie et de Mud Island.

## Capitaine de vaisseau
Il est promu Post-captain en 1781. À la suite du traité de paix de 1783 entre les  Britanniques et les États-Unis, il habite au Pays de Galles avant de retourner en mer en 1790 en tant que capitaine du 38 canons HMS Prudente.
Trollope, décrit comme caronade-crazy dans les navires de guerre de Gardiner de l'époque napoléonienne, commandé deux navires armés entièrement avec caronades: Rainbow, une frégate de 44 canons avec lesquels il stupéfait de la frégate française Hébé se livrant sans résistance, et le HMS Glatton, avec lequel il mit en déroute une escadre française de quatre frégates, deux corvettes, un brick et un cutter, et les chassèrent en Flushing.
On lui avait confié en 1795 le commandement de ce dernier navire, un vaisseau de quatrième rang britannique. L’armement de ce navire était constitué de 28 canons longs de 18 livres et de 26 ou 28 caronades de 32 livres, lui conférant une bordée de 700 livres, ce qui représente en soi une puissance de feu impressionnante. Trollope échangea les canons de 18 livres par 28 caronades de 68 livres, donnant ainsi bordée d’une masse de 1 400 livres, plus grande que celle d’un vaisseau de premier rang de cent canons. Son seul problème était que pour être efficace, il devait engager son objectif à moins de 50 mètres.

## La mutinerie de Nore
En mars-avril 1797, Trollope gardé l'équipage du HMS Glatton de se joindre à la mutinerie de Nore. En menaçant de faire feu sur le 64 canons Overyssel et le 40 canons Beaulieu, qui étaient en rébellion ouverte, il a convaincu leurs équipages de retourner au travail.

## La bataille de Camperdown
Plus tard, en 1797, il commanda le HMS Russell de 74 canons à la bataille de Camperdown. Pour la part prise dans cette victoire, il a été nommé Compagnon Chevalier de l'Ordre du Bain puis élevé comme chevalier Grand Croix en 1831.

## Fin de carrière
Il fut promu contre-amiral le 1er janvier 1801 et amiral en 1812. Il s'est suicidé à Freshford, près de Bath le 2 novembre 1839.

## Héritage
Le captain-class frégate HMS Trollope a été nommé en son honneur.